# بوملیتس
بوملیتس (به آلمانی: Bomlitz) یک شهر در آلمان است که در هایدکرایس واقع شده‌است.